# Francina
Francina es un nombre propio femenino, derivado de Francisca En idioma catalán el nombre aparece ya en el siglo XV como derivado de Francesca, y en idioma francés Francine aparece como derivado de Françoise.